# Avril 1904

## Événements
- 1er avril
  - Berne : inauguration du Palais fédéral suisse.
  - Tentative à Berck du capitaine Ferdinand Ferber qui échoue à répondre aux exigences du Grand Prix d'Aviation Deutsche-Archdeacon.
- 3 avril : Gabriel Voisin parvient à signer un vol de 25 secondes à Berck.
- 8 avril : entente cordiale franco-anglaise. Convention anglo-française concernant le Maroc et l’Égypte (Delcassé).
- 16 avril : rencontre au puits de Timiaouine du colonel Laperrine et du capitaine Théveniaut, première jonction entre les troupes françaises d’Afrique du Nord et celles d’Afrique Noire. Les deux officiers conviennent de faire passer la frontière méridionale de l’Algérie entre le lieu de leur rencontre et le puits d’In-Ouzel, situé au nord-est.
- 18 avril : à Paris, parution du premier numéro de L'Humanité, sous la direction de Jean Jaurès.
- 19 avril : grand incendie de Toronto.
- 23 avril : visite du président Émile Loubet à Rome. Le Vatican proteste en raison de la politique anticléricale du gouvernement français.
- 25 avril[1] : début du règne de Sisowath, roi du Cambodge (fin en 1927). Modernisation du Cambodge. Le développement économique attire de nombreux Chinois et Vietnamiens mais souffre de la crise de 1929.

## Naissances
- 1er avril : 
  - Nikolaï Berzarine, général soviétique, premier Commandant de la ville de Berlin († 16 juin 1945).
  - Émile Turlant, centenaire français († 15 septembre 2013).
- 8 avril :
  - Yves Congar, cardinal dominicain et théologien français († 22 juin 1995).
  - Pierre Vermeylen, homme politique belge († 30 décembre 1991).
- 9 avril : Sisowath Kossamak, reine consort du Cambodge († 27 avril 1975)
- 14 avril : John Gielgud, acteur britannique († 2000).
- 16 avril : Fifi D'Orsay, actrice.
- 22 avril : Robert Oppenheimer, physicien américain († 18 février 1967).
- 23 avril : Duncan Renaldo, acteur roumaine naturalisé américain († 3 septembre 1980).
- 24 avril : Willem de Kooning, peintre néerlandais naturalisé américain († 19 mars 1997).
- 26 avril : Paul-Émile Léger, cardinal canadien, archevêque de Montréal († 13 novembre 1991).

## Décès
- 19 avril : Ernest Pacaud, journaliste.
- 24 avril : Friedrich Siemens, industriel allemand (° 8 décembre 1826).
- 27 avril : Andreï Riaboutchkine, peintre russe (° 17 octobre 1861).